# Flimmerfrühstück
Flimmerfrühstück ist eine vierköpfige deutsche Popband aus Sachsen-Anhalt.

## Geschichte
Flimmerfrühstück wurde nach eigenen Angaben 2007 in Halle (Saale) gegründet. Nach zahlreichen Konzerten in Sachsen, Sachsen-Anhalt und Thüringen spielte die Band zwei kleinere selbst organisierte Deutschlandtourneen 2008 und 2009. 2009 gewann die Band den Leipziger Courage-zeigen-Wettbewerb. 
Im Oktober 2009 traf die Band den Produzenten Michael Kersting (Dick Brave) bei einem Konzert und wurde im September 2010 von Daniel Lieberberg für die Universal Music Group unter Vertrag genommen. Zusammen mit Michael Kersting und Swen Meyer nahm die Band im Sommer 2010 das Album In allen meinen Liedern auf, das am 30. September 2011 veröffentlicht wurde.
Die Band trat beim Bundesvision Song Contest 2011 für Sachsen-Anhalt mit dem Song Tu's nicht ohne Liebe an und belegte mit insgesamt 12 Punkten den 13. Platz, welchen sie sich mit Juli und Doreen teilten.
Daraus resultierten einige Supporttouren u. a. für Bosse, Cäthe, Flo Mega und Dick Brave and the Backbeats.
Im Jahr 2013 löste sich die Band auf. Das Nachfolgeprojekt von Sänger Lothar Robert Hansen nennt sich LOT. Gemeinsam mit Alin Coen veröffentlichte er bereits sein erstes Musikvideo Nische.